# Charlotte Pulvers
Charlotte Pulvers, de son nom complet Augusta Charlotte Pulvers,,, est une femme de lettres espérantophone, née à Strasbourg le 14 septembre 1878, et morte le 13 décembre 1963 à Apeldoorn. De nationalité allemande à sa naissance, puis ayant vécu quelque temps en Suisse, elle s’établit aux Pays-Bas à partir de 1926 et sera naturalisée néerlandaise en 1947 alors qu’elle réside à Ermelo, dans la province de Gueldre, où elle vit de ses rentes,,,,.

## Biographie

### Jeunesse
Charlotte Pulvers naît le 14 septembre 1878 à Strasbourg, qui est à cette période en Allemagne. Protestante, elle réalise sa confirmation en 1894, alors qu'elle a 16 ans.

### Formation et activités liées à l'espéranto

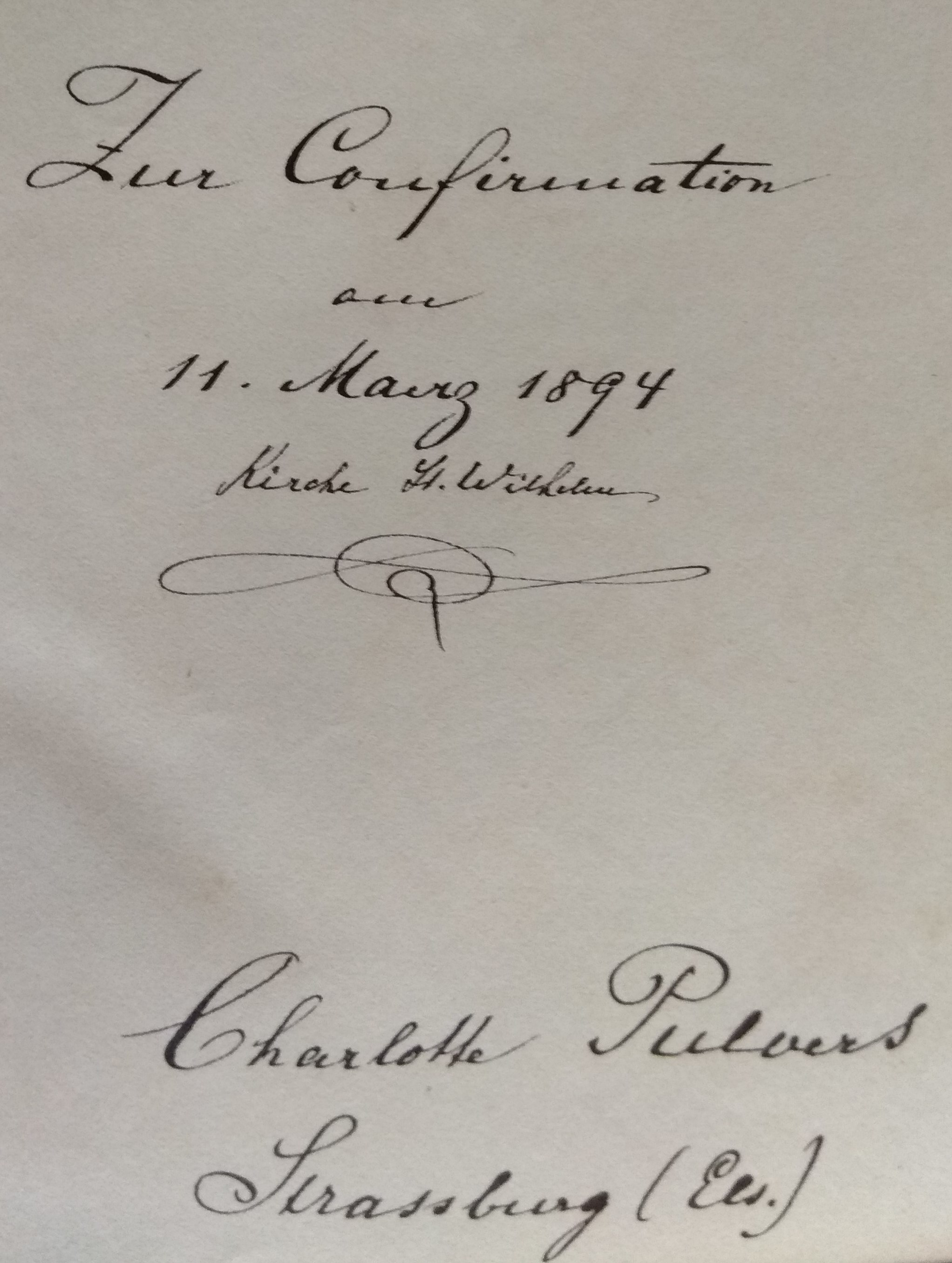
Note manuscrite écrite le 11 mars 1894 dans les premières pages d’un exemplaire du Gesangbuch für die evangelischen Gemeinden von Elsaß-Lothringen, manifestement offert à l’occasion d’une confirmation. Ce livre la suivra tout au long de sa vie jusqu’aux Pays-Bas.

Entre ses 28 et 29 ans (soit de 1906 à 1907), elle et sa sœur Olga apprennent l'espéranto à Strasbourg. Quelques années après, âgée de 33 ans, elle participe à la remise sur pied du groupe espérantiste de Bâle. En 1913, elle devient membre du comité local d’organisation du 9e congrès mondial d'espéranto à Berne, ; la même année a lieu la parution de Svisaj Rakontoj, sa traduction de l’œuvre d'Ernst Zahn,. L'année suivante, paraît pour la première fois son ouvrage Elzasaj Legendoj, qui connaîtra une seconde édition dix ans plus tard.
En 1926, Charlotte Pulvers, âgée de 48 ans, s'établit à Ermelo aux Pays-Bas. Onze ans plus tard, en 1947,  elle obtient la nationalité néerlandaise. Puis, en 1957, elle emménage à Apeldoorn, dans le même pays.

### Décès
Charlotte Pulvers meurt le 13 décembre 1963 à Apeldoorn, à l'âge de 85 ans.

## Œuvres
- Svisaj rakontoj.

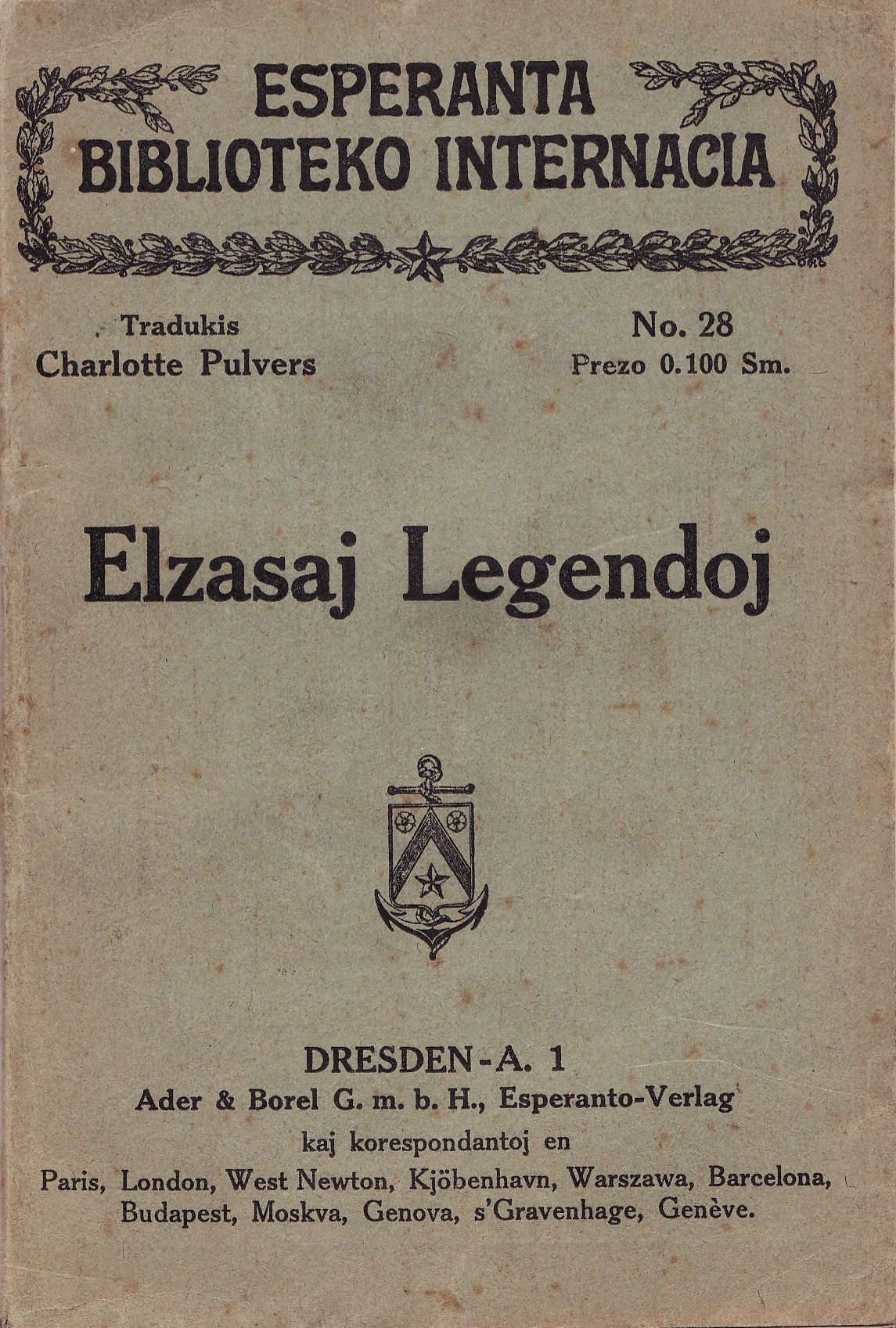
Page de garde de l'ouvrage Elzasaj Legendoj.

- Elzasaj Legendoj, Dresde, 1914. Recueil de légendes alsaciennes.